# Championnats d'Europe de dressage 1975
Navigation
Édition précédente Édition suivante
Les championnats d'Europe de dressage 1975, septième édition des championnats d'Europe de dressage, ont eu lieu en 1975 à Kiev, en Union soviétique. L'épreuve individuelle est remportée par la Suisse Christine Stückelberger et l'épreuve par équipe par l'Allemagne de l'Ouest.